# Руновичі
Руновичі (хорв. Runovići) – громада в Сплітсько-Далматинській жупанії Хорватії.

## Населення
Населення громади за даними перепису 2011 року становило 2416 осіб. 
Динаміка чисельності населення громади:

## Населені пункти
До громади Руновичі входять: 
- Подосоє
- Рунович
- Сливно

## Клімат
Середня річна температура становить 13,52°C, середня максимальна – 28,63°C, а середня мінімальна – -1,61°C. Середня річна кількість опадів – 926 мм.
| Клімат поселення                              | Клімат поселення | Клімат поселення | Клімат поселення | Клімат поселення | Клімат поселення | Клімат поселення | Клімат поселення | Клімат поселення | Клімат поселення | Клімат поселення | Клімат поселення | Клімат поселення | Клімат поселення |
| Показник                                      | Січ.             | Лют.             | Бер.             | Квіт.            | Трав.            | Черв.            | Лип.             | Серп.            | Вер.             | Жовт.            | Лист.            | Груд.            |                  |
| Середній максимум, °C                         | 9,10             | 10,26            | 14,02            | 18,08            | 22,56            | 26,45            | 28,63            | 28,55            | 23,46            | 18,59            | 13,13            | 9,96             |                  |
| Середня температура, °C                       | 3,75             | 4,90             | 8,67             | 12,70            | 17,21            | 21,09            | 23,90            | 23,82            | 18,73            | 13,86            | 8,40             | 5,24             |                  |
| Середній мінімум, °C                          | −1,61            | −0,48            | 3,31             | 7,36             | 11,85            | 15,74            | 19,16            | 19,08            | 14,00            | 9,12             | 3,68             | 0,50             |                  |
| Норма опадів, мм                              | 82               | 73               | 75               | 80               | 64               | 60               | 42               | 55               | 75               | 101              | 117              | 102              |                  |
| Середньомісячна швидкість вітру, м/с          | 2.12             | 2.51             | 2.74             | 2.52             | 2.25             | 2.05             | 2.08             | 1.87             | 2.00             | 2.00             | 2.42             | 2.46             |                  |
| Середньомісячна сонячна радіація, кДж/м²·день | 5589             | 8241             | 11979            | 16180            | 19966            | 22658            | 24561            | 21699            | 16169            | 10473            | 6081             | 4713             |                  |
| --------------------------------------------- | ---------------- | ---------------- | ---------------- | ---------------- | ---------------- | ---------------- | ---------------- | ---------------- | ---------------- | ---------------- | ---------------- | ---------------- | ---------------- |
| Джерело:                                      |                  |                  |                  |                  |                  |                  |                  |                  |                  |                  |                  |                  |                  |